# Wittenberge
Wittenberge är en stad i det tyska distriktet (Landkreis) Prignitz i förbundslandet Brandenburg. Staden ligger vid östra sidan av floden Elbe.
En urkund från 1226 som nämnde samhället för första gången visade sig vara en förfalskning. En annan urkund från 1239 antas som äkta. En skrift från 1300 bekräftade ortens stadsrättigheter men när samhället blev stad är okänt.
Åren 1686 och 1757 brann staden. Dessa olyckor krävde liksom översvämningarna 1709 och 1761 många offer. 1820 blev stadens hamn hållplats för en ångbåt mellan Berlin och Hamburg. Även byggandet av järnvägsstationen på sträckan Berlin-Hamburg 1846 och den nya linjen till Magdeburg som tillkom 1847 ökade ortens betydelse.
Efter Tysklands återförening lades många av stadens industrier ner och flera invånare flyttade till andra regioner. Av de större företagen finns bara en depå för Deutsche Bahn AG kvar.